# Elasmus cyaneilla
Elasmus cyaneilla är en stekelart som beskrevs av Girault 1913. Elasmus cyaneilla ingår i släktet Elasmus och familjen finglanssteklar. Inga underarter finns listade i Catalogue of Life.